# Angelo Jacobini

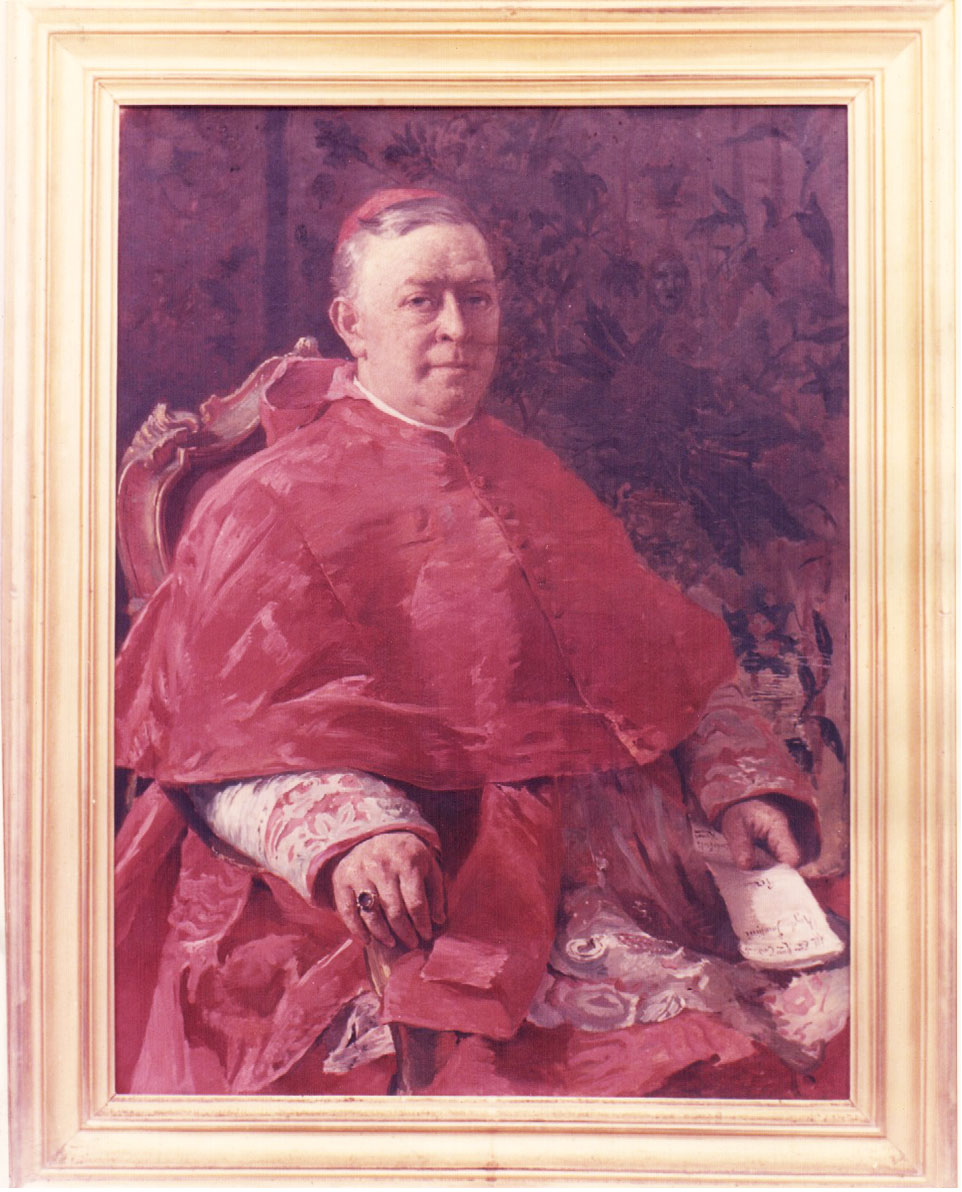
Angelo Maria Kardinal Jacobini (Gemälde im Palazzo Jacobini, Genzano di Roma)

Kardinalswappen

Angelo Maria Jacobini (* 25. April 1825 in Genzano di Roma, Italien; † 3. März 1886 in Rom) war Kurienkardinal der römisch-katholischen Kirche.

## Familie
Angelo Jacobini war ein Cousin des Kardinalstaatssekretärs Lodovico Jacobini. Seine Nichte Eugenia heiratete Giovanni Antonio della Chiesa, den Bruder des späteren Papstes Benedikt XV.

## Leben und Wirken
Jacobini studierte in Rom und wurde 1846 Doktor der Theologie. Danach empfing er die Priesterweihe. Er wurde unter Papst Pius IX. Mitglied der Vorbereitungskommission für den Syllabus errorum. Jacobini wurde dann Auditor der Konzilskongregation.
Ab 1867 war er Konsultor der Vorbereitungskommission für kirchliche Disziplin und bereitete auf diese Weise das Erste Vatikanische Konzil mit vor, an dem er von 1869 bis 1870 als Assistent des Konzilsuntersekretärs teilnahm. 1875 wurde Jacobini Sekretär der Kongregation für außerkirchliche Angelegenheiten. Während des Kulturkampfes nahm er an den Verhandlungen mit dem Deutschen Reich teil.
Papst Leo XIII. nahm ihn am 27. März 1882 als Kardinaldiakon von Sant’Eustachio ins Kardinalskollegium auf. Vier Jahre später starb Kardinal Jacobini und wurde auf dem römischen Friedhof Campo Verano bestattet.